# ماريكا كيليوس
ماريكا كيليوس (بالألمانية: Marika Kilius)‏ (و. 1943  م) هي متزلجة فنية ألمانية، ولدت في فرانكفورت، شاركت في Figure skating at the 1960 Winter Olympics – Pair skating ‏، وتزلج فني على الجليد في الألعاب الأولمبية الشتوية 1956 – تزلج مزدوج ‏، والتزلج الفني في الألعاب الأولمبية الشتوية 1964 - مزدوج ‏.

## جوائز
حصلت على جوائز منها:
- ورقة شجر الغار الفضية.

## وصلات خارجية
- ماريكا كيليوس على موقع IMDb (الإنجليزية)
- ماريكا كيليوس على موقع مونزينجر (الألمانية)
- ماريكا كيليوس على موقع ميوزك برينز (الإنجليزية)
- ماريكا كيليوس على موقع أول موفي (الإنجليزية)
- ماريكا كيليوس على موقع ديسكوغز (الإنجليزية)
- ماريكا كيليوس على موقع قاعدة بيانات الفيلم (الإنجليزية)
- ماريكا كيليوس على موقع أوليمبيديا (الإنجليزية)
- ماريكا كيليوس  على موقع SportsReference  - سبورتس رفرنس